# Apiocera mortensoni
Apiocera mortensoni är en tvåvingeart som beskrevs av Mont A. Cazier 1982. Apiocera mortensoni ingår i släktet Apiocera och familjen Apioceridae.
Artens utbredningsområde är Utah. Inga underarter finns listade i Catalogue of Life.